# Manicamp
Manicamp est une commune française située dans le département de l'Aisne, en région Hauts-de-France.

## Géographie

### Situation
Manicamp se situe à 3 kilomètres à l'est de la frontière administrative entre les départements de l'Aisne et de l'Oise.
Plus communément, le village de Manicamp est à 8 kilomètres au sud de Chauny et à 7 kilomètres au nord de Blérancourt.

#### Accès
La route départementale 6 qui passe par le bourg rejoint les communes voisines de Bichancourt au nord-est et Bourguignon-sous-Coucy au sud, puis sans être passée par le bourg, la commune de Besmé. La route départementale 922 quant à elle rejoint Quierzy à l'ouest.

#### Communes limitrophes
Sa situation par rapport aux communes voisines peut se résumer au tableau ci-dessous :

### Relief  et géomorphologie
La commune est relativement plate avec un minimum de 38 mètres d'altitude sur le nord de la commune et un maximum de 69 mètres au sud.
Plaine alluvionnaire au niveau de l'Ailette.

### Hydrographie

#### Réseau hydrographique
La commune est située dans le bassin Seine-Normandie. Elle est drainée par le canal de l'Oise à l'Aisne, le canal latéral à l'Oise, l'Oise, l'Ailette, divers bras de l'Ailette, le ruisseau du Ponceau, le canal 01 de la commune de Manicamp, le fossé 01 de la commune de Camp, le fossé du Maupas, le ruisseau de Marizelle, divers bras de l'Ailette, divers bras de Marizelle,,.
Le canal de l'Oise à l'Aisne passe au nord de Manicamp. Il s'agit d'un canal à bief de partage au gabarit Freycinet reliant les vallées de l'Oise et de l'Aisne qui relie les communes d'Abbécourt et de Bourg-et-Comin en passant sous le tristement célèbre « Chemin des Dames ».
Le canal latéral à l'Oise est un canal de gabarit Freycinet qui dessert l'est de la Picardie. D'une longueur de 34 km, il connecte le canal de Saint-Quentin (depuis Chauny) à l'Oise canalisée à hauteur de Janville.
L'Oise prend sa source en Belgique, à 309 mètres d'altitude, dans l'ancienne commune de Forges et se jette dans la Seine à 20 mètres d'altitude, au Pointil en rive droite et en aval du centre de Conflans-Sainte-Honorine dans le département des Yvelines. D'une longueur 341 kilomètres, elle est presque entièrement navigable et bordée de canaux sur 104 kilomètres.
L'Ailette, d'une longueur de 59 km, prend sa source dans la commune de Sainte-Croix et se jette  dans l'Oise (rive gauche) à Quierzy, après avoir traversé 36 communes.
Le ruisseau du Ponceau, d'une longueur de 10 km, prend sa source dans la commune de Blérancourt et se jette  dans l'Ailette sur la commune, après avoir traversé six communes.

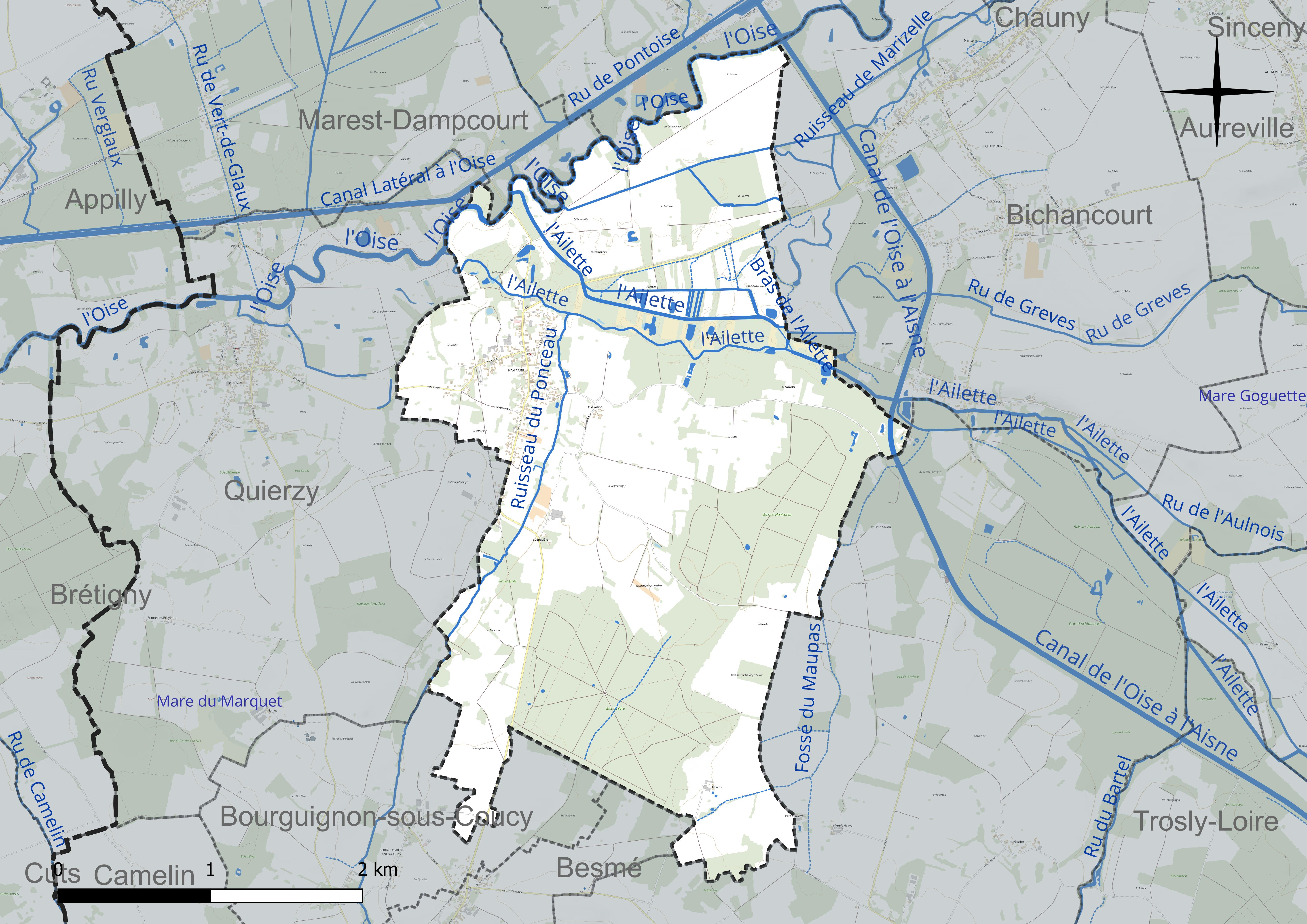
Réseau hydrographique de Manicamp.

#### Gestion et qualité des eaux
Le territoire communal est couvert par le schéma d'aménagement et de gestion des eaux (SAGE) « Oise moyenne ». Ce document de planification concerne un territoire de 1 013 km2 de superficie, délimité par le bassin versant de l'Oise moyenne. Le périmètre a été arrêté le 24 avril 2017 et le SAGE est, en 2024, encore en élaboration. La structure porteuse de l'élaboration et de la mise en œuvre est le syndicat mixte du SAGE Oise-Moyenne (SMOM).
La qualité des cours d'eau peut être consultée sur un site dédié géré par les agences de l'eau et l'Agence française pour la biodiversité.

### Climat
Pour des articles plus généraux, voir Climat des Hauts-de-France et Climat de l'Aisne.
En 2010, le climat de la commune est de type climat océanique dégradé des plaines du Centre et du Nord, selon une étude du CNRS s'appuyant sur une série de données couvrant la période 1971-2000. En 2020, Météo-France publie une typologie des climats de la France métropolitaine dans laquelle la commune est dans une zone de transition entre le climat océanique et le climat océanique altéré et est dans la région climatique Nord-est du bassin Parisien, caractérisée par un ensoleillement médiocre, une pluviométrie moyenne régulièrement répartie au cours de l'année et un hiver froid (3 °C).
Pour la période 1971-2000, la température annuelle moyenne est de 10,7 °C, avec une amplitude thermique annuelle de 14,9 °C. Le cumul annuel moyen de précipitations est de 688 mm, avec 11 jours de précipitations en janvier et 8,8 jours en juillet. Pour la période 1991-2020, la température moyenne annuelle observée sur la station météorologique la plus proche, située sur la commune de Chauny à 6 km à vol d'oiseau, est de 11,1 °C et le cumul annuel moyen de précipitations est de 709,9 mm,. Pour l'avenir, les paramètres climatiques de la commune estimés pour 2050 selon différents scénarios d'émission de gaz à effet de serre sont consultables sur un site dédié publié par Météo-France en novembre 2022.

## Urbanisme

### Typologie
Au 1er janvier 2024, Manicamp est catégorisée commune rurale à habitat dispersé, selon la nouvelle grille communale de densité à 7 niveaux définie par l'Insee en 2022.
Elle est située hors unité urbaine. Par ailleurs la commune fait partie de l'aire d'attraction de Chauny, dont elle est une commune de la couronne,. Cette aire, qui regroupe 23 communes, est catégorisée dans les aires de moins de 50 000 habitants,.

### Occupation des sols
L'occupation des sols de la commune, telle qu'elle ressort de la base de données européenne d'occupation biophysique des sols Corine Land Cover (CLC), est marquée par l'importance des territoires agricoles (60,8 % en 2018), en diminution par rapport à 1990 (63,5 %). La répartition détaillée en 2018 est la suivante : 
prairies (44,4 %), forêts (33,3 %), terres arables (15,7 %), zones urbanisées (3,2 %), milieux à végétation arbustive et/ou herbacée (2,7 %), zones agricoles hétérogènes (0,7 %).
L'évolution de l'occupation des sols de la commune et de ses infrastructures peut être observée sur les différentes représentations cartographiques du territoire : la carte de Cassini (XVIIIe siècle), la carte d'état-major (1820-1866) et les cartes ou photos aériennes de l'IGN pour la période actuelle (1950 à aujourd'hui).

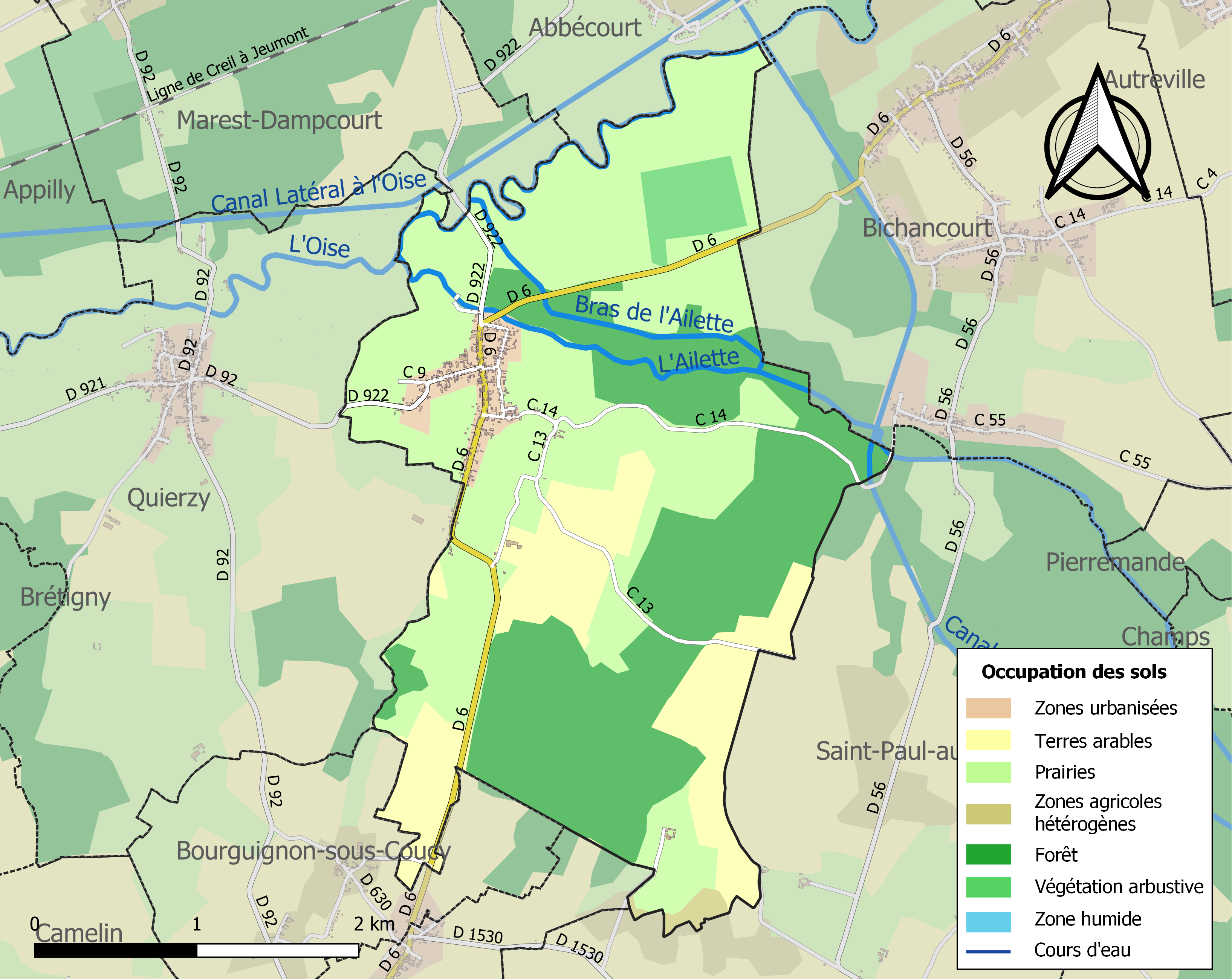
Carte de l'occupation des sols de la commune en 2018 (CLC).

## Toponymie
Le nom de la localité est attesté sous les formes Menencamp en 1135 (retrouvé dans un acte de Simon de Vermandois, évêque de Noyon : « apud Menencamp, ortum »), Mainechamp en 1252, Meninchamp en 1312, Manicamps en 1436 ou encore Magnicamp en 1575.
Il s'agit d'une formation toponymique médiévale en -champ, sous sa forme picarde -camp (cf. ligne Joret). Les formes anciennes hésitent entre l'adjectif roman maine « grand » (issu du gallo-roman MAGNU) et un anthroponyme, mal identifié *Menen.

## Histoire

### De la difficulté des recherches documentaires
La Révolution de 1789 et surtout la Première Guerre mondiale ont rendu la recherche documentaire sur l'histoire de Manicamp difficile. Le village a en effet été entièrement rasé en 1917, détruisant ainsi une partie des archives. Les archives départementales de l'Aisne ont également connu de nombreuses disparitions lors du premier conflit mondial.
Des copies et interprétations de vieux documents sur Manicamp ont été réalisées par M. l'abbé Carlet, décédé en 1886. Ses notes ont été rassemblées et ont fait l'objet de nombreuses éditions, notamment par la Société archéologique et historique de Noyon. C'est grâce à ces notes qu'une grande partie de l'histoire de Manicamp est aujourd'hui connue.

### Moyen Âge

#### Le prieuré de Notre-Dame-en-Faves
Au Moyen Âge, il existait, non loin du village de Manicamp, un prieuré de l'Ordre de Cluny dénommé Notre-Dame-en-Faves dont il est fait mention en 1247 dans un acte du sous-prieur du prieuré de Lihons-en-Santerre dont il dépendait. Il était situé dans le bois de Fèves selon toute vraisemblance. En 1410, il est encore fait mention de ce prieuré dans un acte du chapitre général.

### Époque moderne
Le prieuré est recensé dans le pouillé de 1572. Il est identifié avec le lieu-dit la Chapelle-en-Fèves qui figure sur la carte de Cassini. Un bail à ferme confirme son existence en 1789.
En 1777, Thomas Blaikie réalise un jardin pour M. de Lauraguais.

### Époque contemporaine
Un village de tisserands et de fileuses
Manicamp était un village de tisserands et de fileuses jusqu'à la première moitié du XIXe siècle. Au début du XIXe siècle, presque 60 % des hommes étaient tisserands et 75 % des femmes étaient fileuses. Ils tissaient surtout le chanvre produit localement.

#### L'incendie de 1808
Dans la journée du 22 avril 1808, un enfant jette une braise sur un tas de fumier. Le feu saisit le tas et se propage sur les bâtiments du village, recouverts pour la plupart d'un toit de chaume. Le chaume étant un très bon isolant mais aussi un très bon combustible, le feu détruit 486 bâtiments de toutes sortes ainsi que 126 maisons. Les pertes furent à l'époque estimées à 600 000 francs. Les archives départementales de l'Aisne conservaient un dossier sur ce désastre. Malheureusement, il disparut pendant l'occupation allemande de 1914-1918.

#### L'arrivée d'un service postal et du télégraphe
Le premier octobre 1893, Manicamp est dotée d'un bureau télégraphique relié à Chauny.
Le 22 août 1914, la commune possède son propre bureau de poste, rattaché à Quierzy.
L'immeuble des postes et du télégraphe est malheureusement détruit pendant la Première Guerre mondiale, comme nous le verrons plus bas. Ce n'est que le 16 octobre 1920 que ces services de communications rouvrent, dans un immeuble tout neuf.
Au début du XXIe siècle, Manicamp ne dispose plus de centre de télécommunications. Le bâtiment subsiste toujours, mais le bureau de poste le plus proche est à Sinceny.

#### La Première Guerre mondiale
L'Aisne a été le lieu de combats intensifs durant la Première Guerre mondiale. Manicamp était non loin de la ligne de front. La période 1914-1918 a été chaotique pour le village.
Premiers coups de feu
Du 29 au 30 août 1914, c'est-à-dire à peine un mois après la déclaration des hostilités, a lieu la bataille de Guise. Des coups de canon sont entendus à Manicamp, mais sans plus.
Le 30 août, deux espions allemands circulent dans Manicamp et se renseignent, notamment sur les points stratégiques (Oise, etc.). Les ponts sur l'Oise et sur le canal sont dynamités par les Français pour empêcher l'avancée ennemie.
Le lendemain, les Français franchissent l'Ailette et les Allemands entrent dans Manicamp.
Après la bataille de la Marne, qui se termine par la victoire française, l'occupant fait mouvement.
Le village occupé
La situation se renverse. Le 14 septembre 1914, les Allemands entrent dans Manicamp et s'y installent. Les habitants sont contraints de cacher leurs aliments et de ne plus sortir. Une kommandantur s'installe. Les jeunes Manicampois susceptibles d'être appelés aux côtés de l'armée française sont envoyés à Chauny et faits prisonniers.
À partir de novembre 1915, les hommes de 18 à 60 ans sont appelés à des corvées : entretien des routes, moissons, etc. Ils doivent répondre à deux appels journaliers.
L'année 1916 est celle du pillage de Manicamp par l'occupant. Vin, laine, caoutchouc, etc. Les Allemands emportent également toutes les pièces de métal qu'ils peuvent trouver dans le but de contribuer à l'effort de guerre : poignées de portes en laiton, cuivre, étain, etc. Ils emportent également les cloches de l'église.
En janvier 1917, un hiver rude s'installe. L'ennemi emporte tous les matelas du village.
Le village évacué et libéré
Le 14 février 1917, 180 Manicampois de moins de soixante ans sont évacués vers Hirson. Les notables du village sont évacués huit jours plus tard. Le 27 février, les Manicampois de plus de soixante ans sont évacués dans un moulin à Appilly.
L'armée française entre dans Manicamp le 19 mars 1917 et assiste à un terrible spectacle. Les militaires découvrent un village pillé et totalement incendié. Aucun bâtiment ne subsiste ; il ne reste que des ruines. Les digues du canal et de l'Oise avaient été également éventrées par les Allemands pour couvrir leur retraite.
C'est ainsi que disparaissent de nombreuses pièces d'archive.
L'Ailette fut la zone de stationnement de troupes françaises, et plusieurs unités différentes se succédèrent dans la commune, pour relever leurs compagnons.
Toutefois, le 7 avril 1918, lors de la dernière grande attaque allemande du printemps 1918, les Manicampois, revenus moins d'un an plus tôt dans leur village, doivent évacuer d'urgence vers Crèvecœur. Ils ne rentreront qu'en 1919, quelques mois après la signature de l'Armistice.
Le 246e régiment d'infanterie (55e DI) de Paul Tuffrau tient alors l'Oise et l'Ailette à Manicamp jusqu'à la fin mai 1918. L'homme de lettres mentionne ces combats dans son journal.
Manicamp est définitivement libérée le 23 août 1918 par le Ier bataillon Baudelle du 166e régiment d'infanterie : le village est pris vers 7 h avec une trentaine de prisonniers (JMO 166e RI).

#### Entre-deux-guerres
1919Un nouveau départ pour Manicamp
Nous venons de voir que le village a été totalement rasé en 1917 à cause des conflits de la Première Guerre mondiale.
Abris, baraquements provisoires

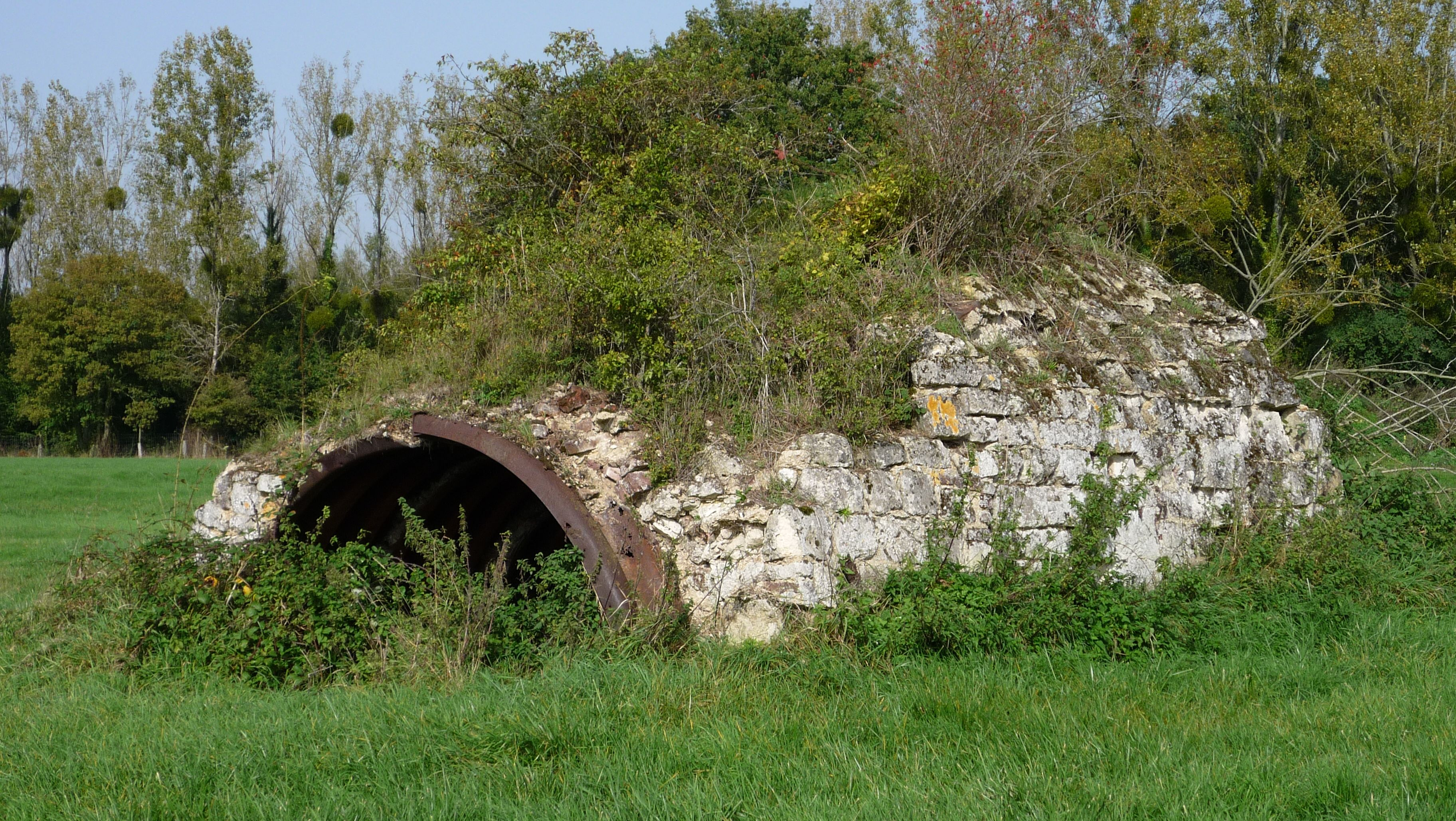
Un « métro » aujourd'hui.

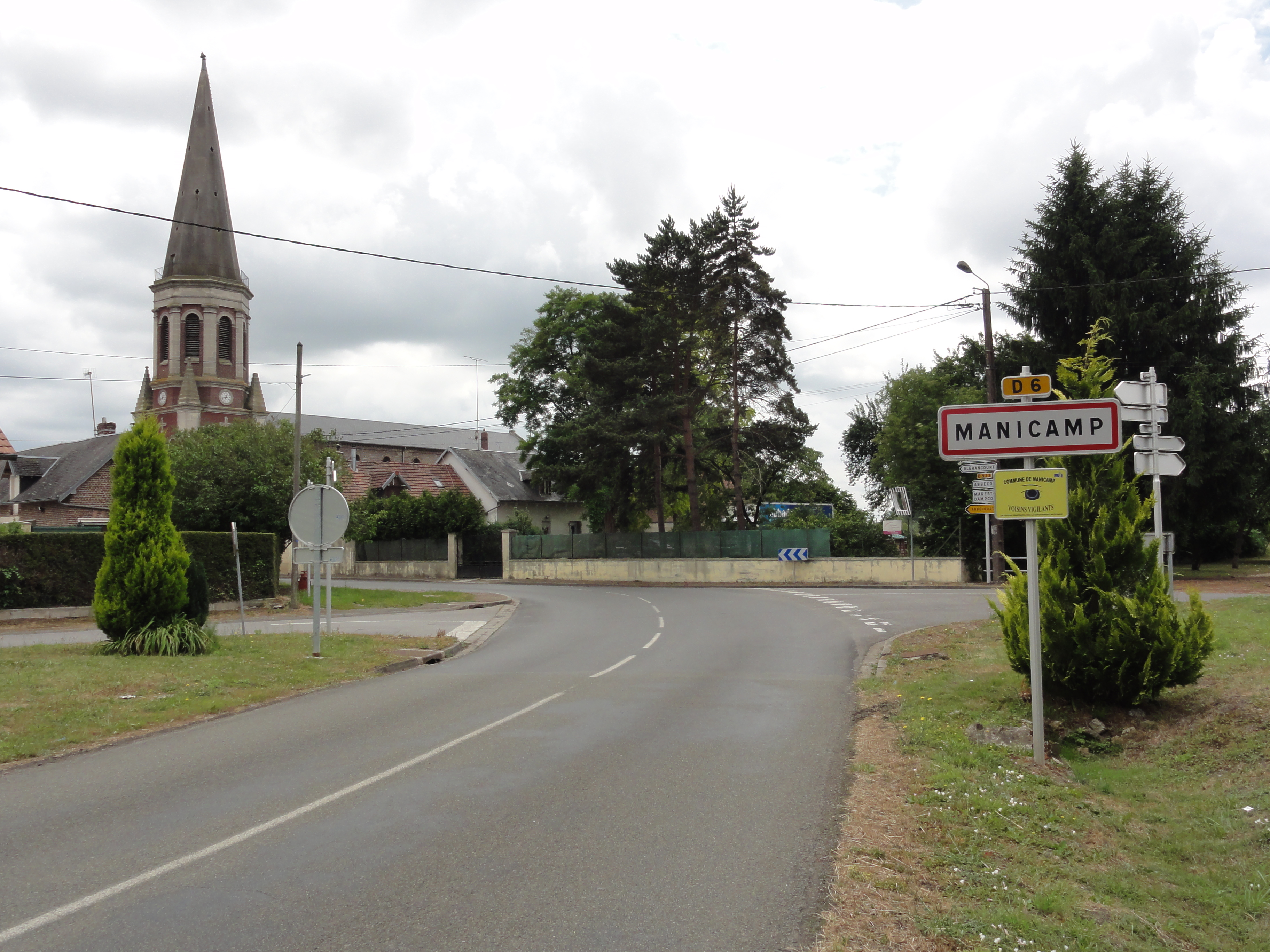
Entrée de Manicamp.

Les habitants rentrent en 1919 et doivent occuper des abris provisoires, faits à la sauvette avec les matériaux trouvés sur place.
Certains de ces abris subsistent encore aujourd'hui (photo ci-contre). Il s'agit ici d'un « métro », sorte de petit couloir constitué d'une tôle autour de laquelle des pierres et débris des ruines ont été empilés. On ne tient pas debout dans un « métro », mais les Manicampois devaient surtout s'abriter des intempéries le plus rapidement possible.
Peu après, des baraques en bois puis en briques sont construites. À partir de 1920, le village se reconstruit. Le matériau principal est la brique, différente de la pierre de taille (calcaire) utilisée avant les destructions. Beaucoup de maisons du village datent de cette époque et sont encore habitées aujourd'hui.

#### La Seconde Guerre mondiale
En 1940, tandis qu'une nouvelle fois le village est évacué, d'importants combats vont s'y dérouler.
1940Nouveaux combats sur l'Ailette
En 1940, la commune est un haut lieu de la bataille de l'Ailette.
En mai-juin 1940, Manicamp est sur la « ligne Weygand » et tenue par la 23e division d'infanterie puis la 87e division d'infanterie d'Afrique, dont le 18e régiment de tirailleurs algériens constituait, avec le 17e RTA et le 9e zouaves, l'infanterie.
Début juin, le IIIe bataillon (capitaine Vigne) du 18e RTA prend en charge le secteur Manicamp - pont de Bichancourt, où il sera presque entièrement anéanti le 5 juin au cours de la défense du village, après avoir tenu tête aux Allemands pendant 19 jours sur l'Ailette.

## Politique et administration
| Période                                  | Période                   | Identité                      | Étiquette | Qualité                                               |
| ---------------------------------------- | ------------------------- | ----------------------------- | --------- | ----------------------------------------------------- |
| Les données manquantes sont à compléter. |                           |                               |           |                                                       |
| 1796                                     | 1799                      | Gervais                       |           | Agent municipal, maire                                |
| 1807                                     | 1823                      | M. de Lauraguais              |           | Duc de Brancas, chevalier de la Légion d'honneur,     |
| 1826                                     | mai 1848                  | Louis Honoré Demajaux-Gervais |           |                                                       |
| avant 1877                               | après 1879                | Demajaux                      |           |                                                       |
| Les données manquantes sont à compléter. |                           |                               |           |                                                       |
| mars 2001                                | mars 2014                 | Patrick Orvane,               | DVG       | Démissionnaire au 31 décembre 2012 mais réélu.        |
| mars 2014                                | En cours (au 23 mai 2020) | Luc Degonville                | SE        | Professeur des écoles Réélu pour le mandat 2020-2026, |

### Environnement
Les déchèteries les plus proches sont sur les communes de Chauny et de Noyon.

## Population et société

### Démographie
L'évolution du nombre d'habitants est connue à travers les recensements de la population effectués dans la commune depuis 1793. Pour les communes de moins de 10 000 habitants, une enquête de recensement portant sur toute la population est réalisée tous les cinq ans, les populations de référence des années intermédiaires étant quant à elles estimées par interpolation ou extrapolation. Pour la commune, le premier recensement exhaustif entrant dans le cadre du nouveau dispositif a été réalisé en 2007.

En 2022, la commune comptait 306 habitants, en évolution de −1,92 % par rapport à 2016 (Aisne : −1,97 %, France hors Mayotte : +2,11 %).
| 1793 | 1800 | 1806  | 1821  | 1831  | 1836  | 1841  | 1846  | 1851  |
| ---- | ---- | ----- | ----- | ----- | ----- | ----- | ----- | ----- |
| 950  | 981  | 1 052 | 1 049 | 1 080 | 1 099 | 1 105 | 1 106 | 1 104 |

| 1856  | 1861 | 1866 | 1872 | 1876 | 1881 | 1886 | 1891 | 1896 |
| ----- | ---- | ---- | ---- | ---- | ---- | ---- | ---- | ---- |
| 1 010 | 970  | 964  | 804  | 793  | 699  | 701  | 661  | 632  |

| 1901 | 1906 | 1911 | 1921 | 1926 | 1931 | 1936 | 1946 | 1954 |
| ---- | ---- | ---- | ---- | ---- | ---- | ---- | ---- | ---- |
| 585  | 584  | 583  | 302  | 375  | 407  | 385  | 348  | 345  |

| 1962 | 1968 | 1975 | 1982 | 1990 | 1999 | 2006 | 2007 | 2012 |
| ---- | ---- | ---- | ---- | ---- | ---- | ---- | ---- | ---- |
| 371  | 336  | 317  | 313  | 333  | 344  | 319  | 315  | 318  |

| 2017 | 2022 | - | - | - | - | - | - | - |
| ---- | ---- | - | - | - | - | - | - | - |
| 307  | 306  | - | - | - | - | - | - | - |

La population du village diminue depuis le XIXe siècle, et après de légères remontées aux recensements de 1962 et 1999 la baisse continue. Le département de l'Aisne dans son ensemble est en recul démographique depuis la fin des années 1970. Même si le Sud du département bénéficie du desserrement urbain de l'agglomération rémoise et de l'influence de la région parisienne, Manicamp en est trop éloignée pour en bénéficier. La commune a compté plus de 1 000 habitants avant la Révolution et possédait 17 ponts à cette période.

### Enseignement
Manicamp se trouve dans la circonscription scolaire de Chauny, qui dépend de l'inspection académique de l'Aisne et de l'académie d'Amiens. Manicamp assure la scolarité de ses enfants et des enfants des communes voisines en école maternelle et primaire publique.
Le collège et le lycée de rattachement des enfants du village se situent à Chauny. Pour s'y rendre, la région met à disposition, à titre gracieux, des services de transport en commun. Les étudiants prennent un bus scolaire aux alentours de 7 h 20 et sont ramenés de la même manière vers 18 h.

### Sports
On trouve sur la commune l'association MASL (Manicamp Amitiés Sport et Loisirs), déclaration à la préfecture de l'Aisne le 9 août 2002 sous le titre Manicamp Amities Sports et Loisirs et avec comme objet de « réunir la population de Manicamp à travers des activités multiples et variées en matière de jeux, culture, sports, sorties, randonnées, repas, etc. ».

### Santé
Il n'y a pas de service de santé sur la commune, mais on trouve pharmacies, docteurs, dentistes, etc. à environ 5 km sur les communes voisines (Ognes, Sinceny, Chauny, Blérancourt, etc.), puis maisons de retraite à environ 10 km (Cuts, Morlincourt ou Nampcel) et hôpital à 12 km (Noyon, Chauny ou Tergnier).

### Cultes
La paroisse catholique « Saint Momble en Chaunois » regroupe 23 communes, dont Manicamp. Elle est rattachée à la zone de Chauny dans le diocèse de Soissons, Laon et Saint-Quentin,.

## Économie
L'activité économique de Manicamp a largement baissé depuis le démantèlement de la voie de chemin de fer.
Il reste quelques exploitations agricoles, quelques petites entreprises et auto-entrepreneurs (depuis 2016) ainsi qu'un prestataire de services (dont un taxi).

### Agriculture
Les terres au nord servent principalement pour le fourrage.

## Faune et flore
On peut observer une faune et une flore assez riches au niveau du lieu-dit les Carrières, en particulier le râle des genêts, le pulicaire vulgaire, le séneçon aquatique et l'œnanthe à feuilles de silaüs.

## Le fromage de Manicamp

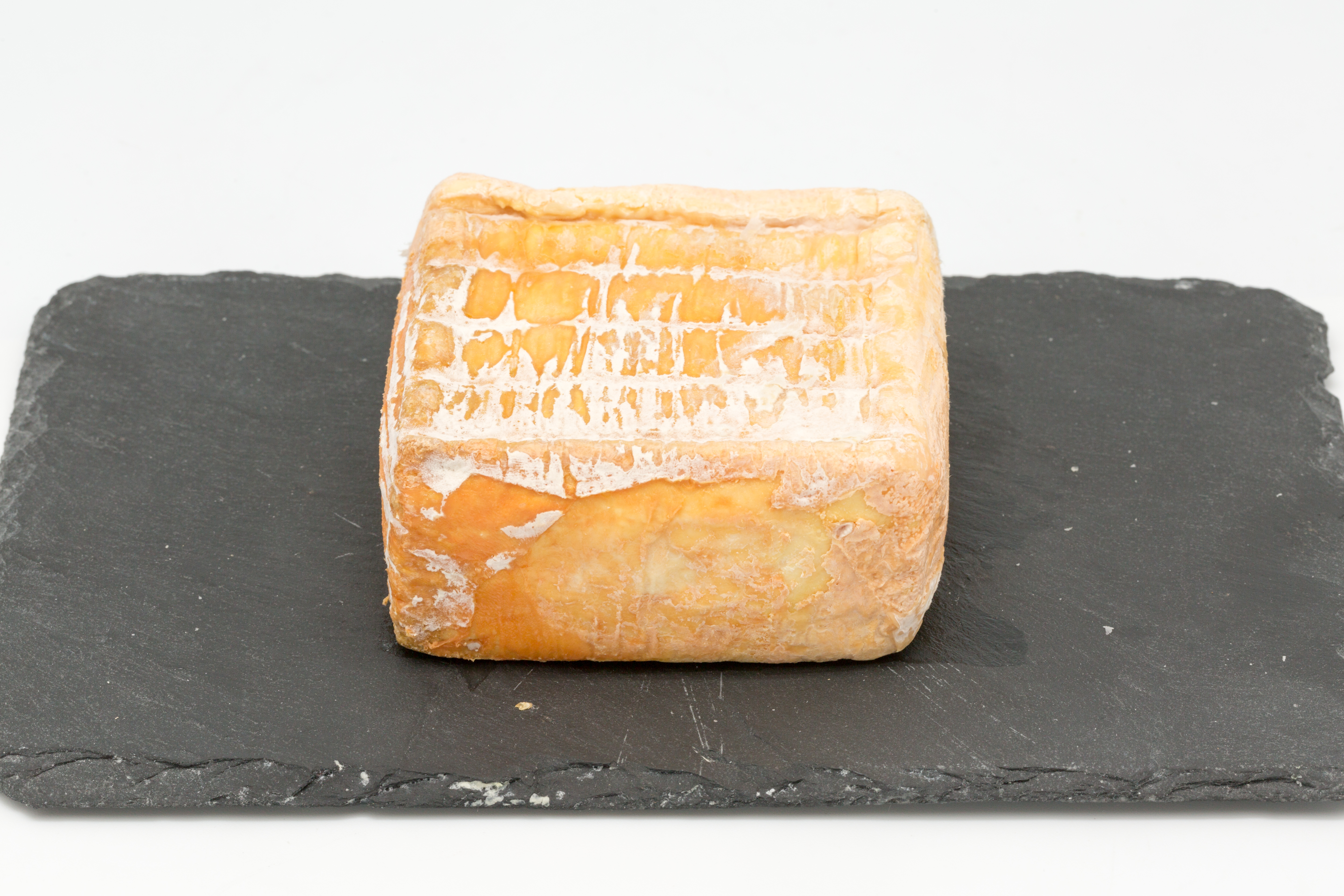
Fromage de Manicamp.

Manicamp donne son nom à un petit fromage du style maroilles, cité dans des récits remontant à la Révolution française, qui disparaît dans les années 1950 avant d'être redécouvert en 1999. Il est aujourd'hui produit par la ferme de la Pâturelle à Quierzy.

## Lieux et monuments

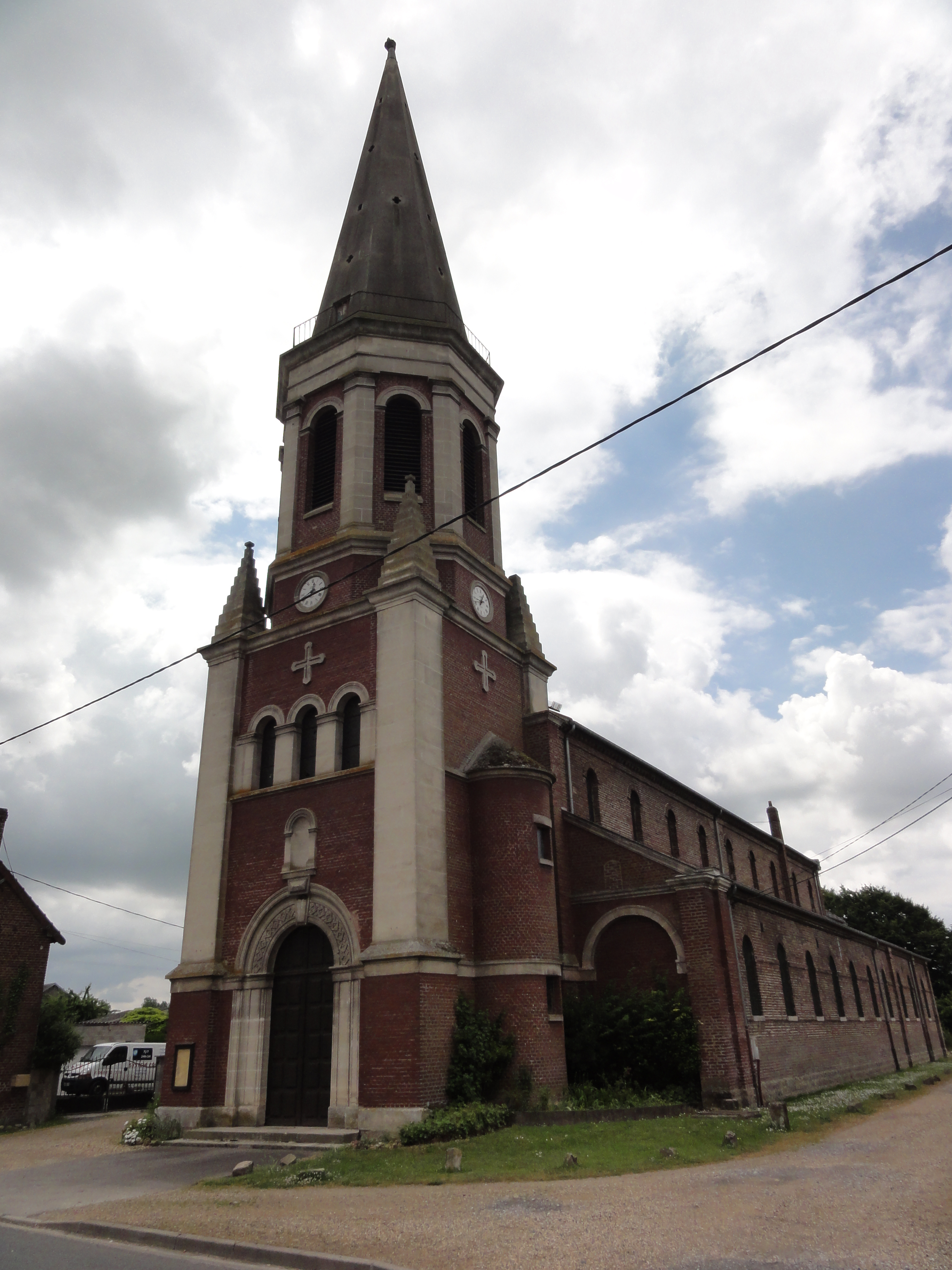
Église Saint-Pierre.

- Église Saint-Pierre de Manicamp[45].

### Le pont sur l'Oise

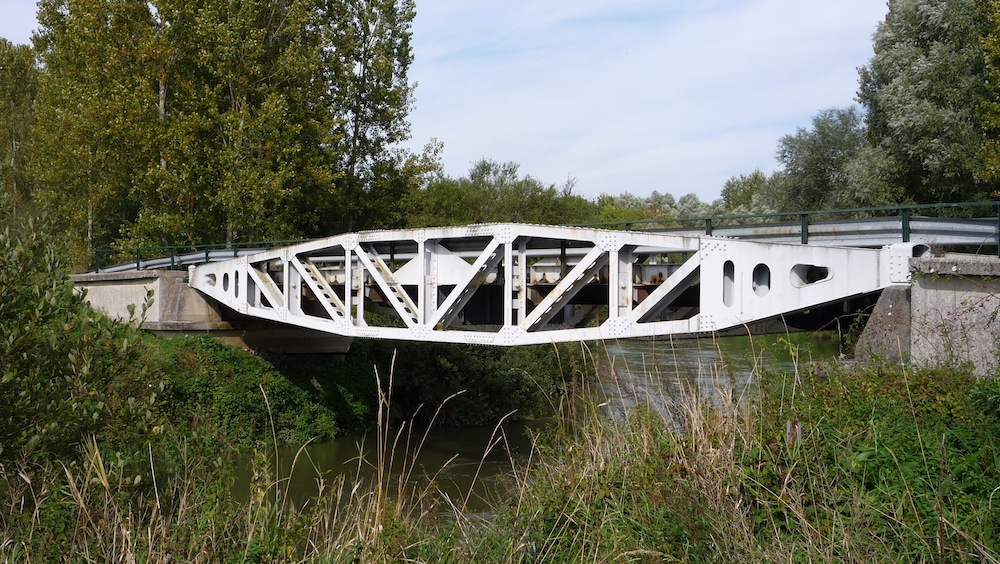
Le pont sur l'Oise.

Le pont sur l'Oise de la RD 922 vers Abbécourt est bâti avec un élément des voies flottantes (ponton Whale) du port d'Arromanches.
En 1947, l'un de ces éléments est installé à Manicamp pour reconstruire le pont sur l'Oise, à la demande du département. Ce pont, en service jusqu'en 2016, est actuellement exposé à quelques dizaines de mètres de son emplacement d'origine.
L'Oise a été la ligne frontière entre la Neustrie et l'Austrasie.

### L'Ailette
L'Ailette et son canal ont été le théâtre d'importants combats en 1914-1918 et en mai-juin 1940 (ligne Weygand).

## Unités militaires liées à la commune
246e régiment d'infanterie de Paul Tuffrau, qui tient l'Oise et l'Ailette en avril - mai 1918.
166e régiment d'infanterie, qui libère le village le 23 août 1918.
18e régiment de tirailleurs algériens : combats de la 87e division d'infanterie d'Afrique sur l'Ailette en mai-juin 1940.